# Península Jason
La península Jason és una destacada península muntanyenca de manera irregular i coberta de gel, que se situa entre la rada Scar (o badia Scott) i la caleta Adie (o rada Adie) de la costa Oscar II a l'est de la península Antàrtica.

## Geografia
La península es troba enmig de la barrera de gel Larsen en el mar de Weddell, separant el sector Larsen C del romanent del Larsen B. S'estén en direcció est per 78 km de llarg des de la base prop del dom Medea fins al cap Framnes (o punta Framnes, a 65° 58′ S, 60° 35′ O / 65.967°S,60.583°O 65° 58′ S, 60° 35′ O / 65.967°S,60.583°O / -65.967, -60.583). El seu ample que varia entre 2 a 10 milles, i la seva altura aconsegueix els 1555 msnm.
La península Veier es desprèn de la costa sud de la península Jason i es projecta per 15 milles en direcció sud finalitzant en la punta Veier. Té un ample mitjà de 5 milles i aconsegueix una altura de 350 m.
En el costat nord destaquen les cales Hanza i Standring, i pel costat sud les rades Stratton i Da Silva.

## Història
La península Jason va ser descoberta l'1 de desembre del 1893 per l'expedició noruega liderada per Carl Anton Larsen, qui sense saber que era una península li va donar a una de les seves elevacions el nom de Berg Jason en homenatge al seu vaixell, el Jason. Larsen va anomenar illa Veier al promontori més al sud de la península Jason, que en realitat és la península Veier. El 1902 l'Expedició Antàrtica Sueca liderada per Otto Nordenskiöld va albirar el nunatak Borchgrevink, anominant-lo Jason Island. Des de la seva base a badia de la Esperança al desembre del 1947 el Falkland Islands Dependencies Survey va explorar el seu costat oest, i al maig i juny del 1953 va tornar a explorar-la. Al setembre del 1955 el FIDS va determinar que era en realitat una península.
L'Exèrcit Argentí va inaugurar l'avui desaparegut Refugi Major Arcondo el 12 d'octubre del 1963 en el nunatak Arcondo de la península Jason (66° 09′ S, 61° 43′ O / 66.150°S,61.717°O 66° 09′ S, 61° 43′ O / 66.150°S,61.717°O / -66.150, -61.717).

## Reclamacions territorials
L'Argentina inclou a la península en el departament Antàrtida Argentina dins de la província de Terra del Foc, Antàrtida i Illes de l'Atlàntic Sud; per a Xile forma part de la comuna Antàrtica de la província Antàrtica Xilena dins de la Regió de Magallanes i de l'Antàrtica Xilena; i per al Regne Unit integra el Territori Antàrtic Britànic. Les tres reclamacions estan restringides pels termes del Tractat Antàrtic.
Nomenclatura dels països reclamants:
- l'Argentina: península Jason
- Xile: península Jason
- Regne Unit: Jason Peninsula